# Moulidars

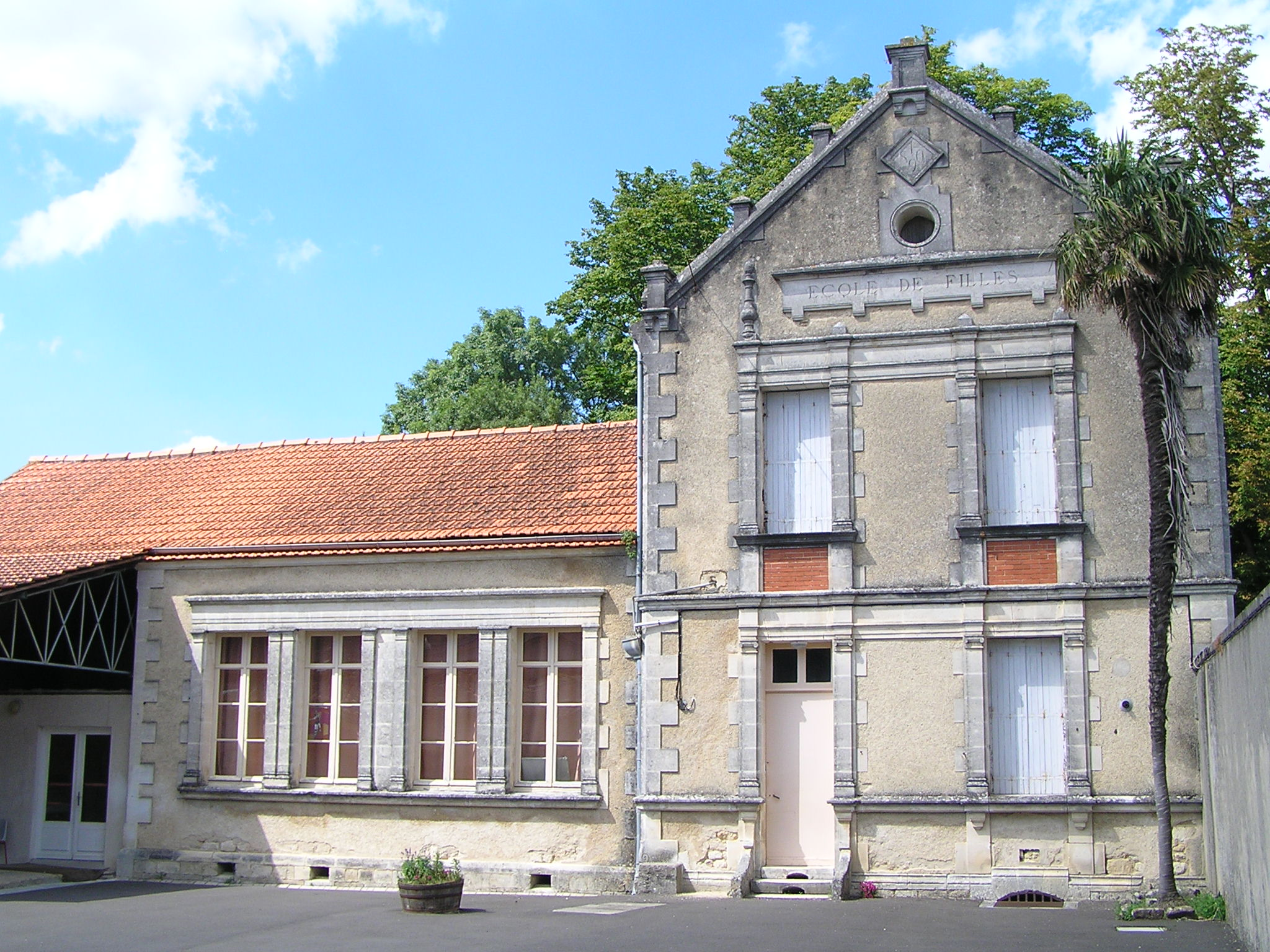
Schoolgebouw

Moulidars is een gemeente in het Franse departement Charente (regio Nouvelle-Aquitaine) en telt 558 inwoners (1999). De plaats maakt deel uit van het arrondissement Angoulême.

## Geografie
De oppervlakte van Moulidars bedraagt 17,0 km², de bevolkingsdichtheid is 32,8 inwoners per km².
De onderstaande kaart toont de ligging van Moulidars met de belangrijkste infrastructuur en aangrenzende gemeenten.

## Demografie
Onderstaande figuur toont het verloop van het inwonertal (bron: INSEE-tellingen).